# FitzRoy Richard Somerset
FitzRoy Richard Somerset, 4e baron Raglan (Londen, 10 juni 1885 - 14 september 1964) was een Brits imker, onafhankelijk geleerde en militair. Hij verwierf bekendheid met zijn boek The Hero: A Study in Tradition, Myth and Drama, waarin hij een systeem postuleert voor het ontstaan van heldenmythes en de waarschijnlijkheid dat die gebaseerd zijn op de werkelijkheid.

## Auteur
Na zijn loopbaan in het Britse leger, legde Somerset zich onder meer toe op het bestuderen van en non-fictie schrijven over onderwerpen als antropologie, politicologie, architectuur en met name het ontstaan van religie. In 1933 bracht hij met Jocasta's Crime zijn eerste boek uit. Somerset stond bekend als een streng scepticus en iemand die daar erg uitgesproken in was, zowel in gesproken woord als in zijn schrijfwerk. Een van de onderwerpen waar hij met name bekend om stond was het in twijfel trekken (en beargumenteerd in diskrediet brengen) van populaire legendes, die gezien de historische feiten niet waar konden zijn.

## Wetenschapper
Somerset voerde als wetenschapper weinig eigen onderzoek uit, maar benaderde vooral bestaande resultaten van anderen vanuit zijn eigen invalshoeken. Dit deed hij wel in correspondentie en samenwerking met zijn collega's. Somerset was onder meer voorzitter van de Folk Lore Society, een afdeling van de British Association for the Advancement of Science en het Royal Anthropological Institute of Great Britain and Ireland.